# Henryk Markwica
Henryk Markwica (ur. 27 stycznia 1942 w Łagiewnikach, zm. 18 lutego 1999 w Nowym Sączu) – polski duchowny rzymskokatolicki, archidiecezjalny moderator Ruchu Światło-Życie Archidiecezji katowickiej, duszpasterz akademicki, kanonik. 

## Życiorys
Urodził się w Łagiewnikach 27 stycznia 1942 jako syn Antoniego i Franciszki z domu Respondek. Od 1956 do 1960 uczył się w Liceum Ogólnokształcącym im. Bolesława Chrobrego w Bytomiu, a po jego ukończeniu zgłosił się do Wyższego Śląskiego Seminarium Duchownego w Krakowie. 5 czerwca 1966 w katedrze w Katowicach otrzymał sakrament święceń kapłańskich. Był wikarym w parafii Najświętszej Marii Panny Wspomożenia Wiernych w Wełnowcu (1966-1969), parafii św. Antoniego w Rybniku (1969-1972), parafii Wniebowzięcia Najświętszej Marii Panny w Wiśle (1972-1973), parafii Wniebowzięcia Najświętszej Marii Panny w Chorzowie-Batorym (1973-1976), parafii św. Józefa w Zabrzegu (1976-1978), parafii św. Jana Chrzciciela w Tychach (1978-1979) i parafii Najświętszej Marii Panny Królowej Pokoju w Tarnowskich Górach (1979-1980). Według planów biskupa Herberta Bednorza miał zostać skierowany do Rzymu na studia z teologii moralnej, w tym celu otrzymał od prymasa Stefana Wyszyńskiego na ten cel stypendium naukowe, jednak władze państwowe odebrały ks. Markwicy paszport. Podjął zaoczne studia na Papieskim Wydziale Teologicznym w Krakowie, a później na Akademii Teologii Katolickiej w Warszawie. Od 1980 przez siedem lat pracował jako notariusz, a od 1982 także jako sędzia Metropolitalnego Sądu Biskupiego w Katowicach. Podczas stanu wojennego uczestniczył w pracach Biskupiego Komitetu Pomocy Osobom Internowanym. Równolegle był kapelanem w Domu Prowincjalnym Sióstr Jadwiżanek w Bogucicach, gdzie zamieszkiwał.
Został opiekunem akademickim w Rybniku i Chorzowie-Batorym. W 1986 został diecezjalnym moderatorem Ruchu Światło-Życie w diecezji (od 1992 roku archidiecezji) katowickiej. Od 1987 do końca życia był proboszczem parafii św. Jadwigi Śląskiej w Chorzowie. Był również dziekanem dekanatu Chorzów. Jako katecheta pracował w Akademicki Zespół Szkół Ogólnokształcących w Chorzowie. Ponadto zasiadał w Diecezjalnej Komisji do spraw Muzyki Sakralnej, Radzie Duszpasterskiej i Rady Kapłańskiej Archidiecezji Katowickiej, Archidiecezjalnej Komisji II Synodu Plenarnego, Radzie Wydziału Duszpasterskiego. W 1995 otrzymał godność kanonika honorowego Kapituły Metropolitalnej Katowickiej. Był także oblatem benedyktyńskim.
13 lutego 1999 został ranny w wypadku samochodowym w drodze na leczenie do Krynicy-Zdroju. W wyniku odniesionych obrażeń zmarł 18 lutego 1999 w szpitalu w Nowym Sączu. Po jego śmierci władze Chorzowa postanowiły o opuszczeniu flagi miasta do połowy. 22 lutego 1999 został pochowany na cmentarzu parafialnym w Chorzowie.